# Xlet
Una Xlet è un'applicazione java, molto simile ad una applet, utilizzata per far girare le applicazioni java sui set-top box per la televisione digitale.
A differenza delle applet, le Xlet implementano i metodi PauseXlet() e StartXlet() per fare in modo che possano essere arrestate e riavviate in modo da non occupare a lungo la memoria limitata dei decoder.
Il programma RunXlet fornito da Sun con l'implementazione di riferimento per Java TV esegue  programmi Java Xlet. 
Esiste anche una implementazione open-source.

## Codice d'esempio
L'interfaccia per un Xlet è definita nel package javax.tv.xlet:
```
public
 
interface
 
Xlet
 
{

  
public
 
void
 
initXlet
(
XletContext
 
ctx
)

    
throws
 
XletStateChangeException
;

  
public
 
void
 
startXlet
()

    
throws
 
XletStateChangeException
;

  
public
 
void
 
pauseXlet
();

  
public
 
void
 
destroyXlet
(
boolean
 
unconditional
)

    
throws
 
XletStateChangeException
;

}

```

e un esempio di stub Xlet
```
import
 
javax.tv.xlet.XletStateChangeException
;

import
 
javax.tv.xlet.XletContext
;

import
 
javax.tv.xlet.Xlet
;

public
 
class
 
BasicXlet
 
implements
 
Xlet
 
{

    
public
 
BasicXlet
 
()
 
{}

    
public
 
void
 
initXlet
 
(
XletContext
 
context
)
 
throws
 
XletStateChangeException
 
{}

    
public
 
void
 
startXlet
 
()
 
throws
 
XletStateChangeException
 
{}

    
public
 
void
 
pauseXlet
 
()
 
{}

    
public
 
void
 
destroyXlet
 
(
boolean
 
unconditional
)
 
throws
 
XletStateChangeException
 
{}

}

```